# 夜霧の街
「夜霧の街」（よぎりのまち）は、南沙織通算13枚目のシングル。1974年9月21日発売。発売元はCBS・ソニー。

## 解説
PV集『Hello!Cynthia』（1984.11.21）にミュージック・ビデオが収録されている。
カップリング曲の「青春が終る日」は、のちに浅野ゆう子や小林麻美がカヴァーした。

## 収録曲
両楽曲とも、作詞: 有馬三恵子、作曲・編曲: 筒美京平
1. 夜霧の街（3:16）
2. 青春が終る日（3:16）

## 収録作品（LP・CD）
- 夜霧の街

南沙織デラックス
南沙織ヒット全曲集 -1975年版-
Best of Best 南沙織のすべて
南沙織ヒット全曲集 -1976年版-
シンシアのハーモニー
シンシア・ラブ
シンシア・メモリー
THE BEST / 南沙織 -1978年6月版-
THE BEST / 南沙織 -1978年11月版-
THE BEST / 南沙織 -1979年11月版-
THE BEST / again 南沙織
南沙織のすべて
南沙織ベスト・コレクション
南沙織ベスト Recall 〜28 SINGLES SAORI + 1〜
Cynthia Memories
GOLDEN J-POP/THE BEST 南沙織
CYNTHIA ANTHOLOGY
GOLDEN☆BEST 南沙織 筒美京平を歌う
ドーナツ盤型12cmCDコレクション
Cynthia Premium
南沙織 スーパー・ベスト
南沙織 BEST OF BEST
GOLDEN☆BEST 南沙織 コンプリート・シングルコレクション
南沙織 スーパー・ヒット
南沙織 ベスト・ヒット
ゴールデン☆アイドル 南沙織
CYNTHIA ALIVE
- 夜霧の街 -Album Version-

20才
Cynthia Premium
- 青春が終る日

20才
Cynthia Memories
CYNTHIA ANTHOLOGY
GOLDEN☆BEST 南沙織 筒美京平を歌う
ドーナツ盤型12cmCDコレクション
Cynthia Premium
ゴールデン☆アイドル 南沙織